# Stonogobiops pentafasciata
Stonogobiops pentafasciata är en fiskart som beskrevs av Jirô Iwata och Hirata, 1994. Stonogobiops pentafasciata ingår i släktet Stonogobiops och familjen smörbultsfiskar. Inga underarter finns listade i Catalogue of Life.